# José Lameiras

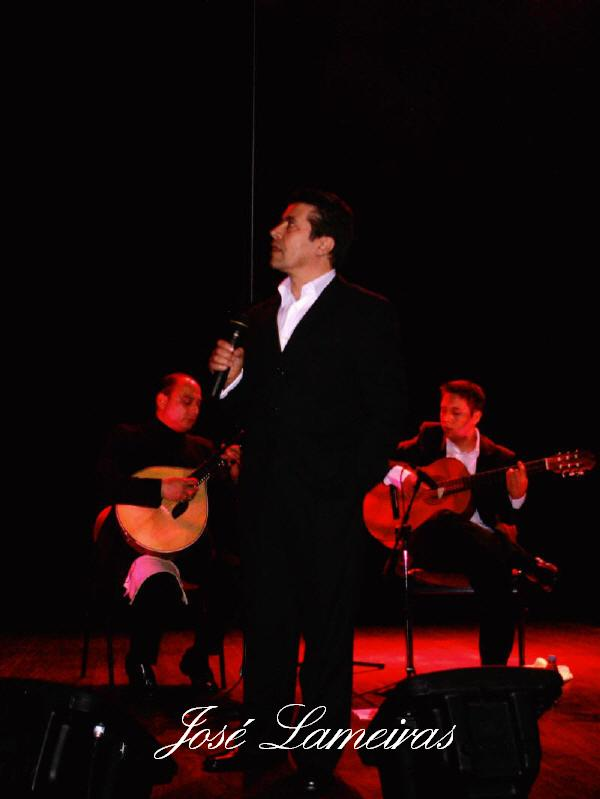
José Lameiras,
em actuação no Teatro Auditório de Alijó.

"Muito cedo despertou grande paixão pelo Fado, e como lhe assenta bem a forma como canta, verdadeira e desmedida, a entrega em cada interpretação. 
Criador do seu próprio estilo de cantar e de estar com o público. 
Assumidíssimo fadista, isolado de imitações, sério no Fado como na vida. 
Exigente de si mesmo, põe sentimento no Fado, de voz suave e agradável de ouvir, prende qualquer público fadista. 
Promove apaixonadamente esta cultura, que é a nossa canção, o nosso Fado, incondicionalmente. 
Muito cedo, sonhou um dia gravar, sob 'promessa' de deixar o testemunho do seu talento e do seu valor, a todos aqueles que ao longo destes anos o aplaudiram merecidamente e o apreciaram. 
Vamos assinalar, nesta data, o iniciar de um sonho, hoje tornado realidade". 

## Biografia
José Lameiras nasceu em Trás-os-Montes, na freguesia de S. Mamede de Ribatua, concelho de Alijó, distrito de Vila Real. 
Desde muito cedo que mostrou paixão pela música, principalmente pelo Fado. 
Aos 16 anos de idade veio viver para Lisboa, já com o intuito e a vontade de cantar Fado, uma vez que, em Lisboa, seria mais fácil ingressar no meio. Isso veio a acontecer aos 20 anos, numa noite de Fados em que, depois de um grupo de amigos ter informado o apresentador que José Lameiras gostava de cantar o Fado. 
A partir daí, José Lameiras ficou ligado a esse grupo de fadistas e nunca mais parou de cantar. 
Já participou em inúmeros espectáculos de caris social, casas de Fado, colectividades, programas de rádio ao vivo. 
Um dos seus sonhos era gravar um disco, sonho esse que foi concretizado recentemente, sendo divulgado em várias rádios por todo o país.

## Discografia
- José Lameiras, 2006

## Espectáculos
- 2ª Grande Gala de Fado da Rádio do Concelho de Mafra, 7 de Outubro de 2006
- Noite de Fados, no Teatro Auditório Municipal de Alijó, 21 de Outubro de 2006